# Armando Palacio Valdés
Armando Palacio Valdés (4. října 1853, Entralgo, Oviedo – 29. ledna 1938, Madrid) byl španělský spisovatel a literární kritik.

## Život
Narodil se v rodině dobře situovaného právníka.
Od roku 1906 byl členem Španělské královské akademie (RAE).

## Dílo
Armando Palacio Valdés se proslavil především svými romány a povídkami.
- La Hermana San Sulpicio (1889)
- Tristán o el pesimismo (1906)
- La novela de un novelista (1921) – kniha má autobiografický charakter

### České překlady
- Dvě španělské novely. Praha: Alois Hynek, 1912. 69 S. (Překlad: Karel Vít)

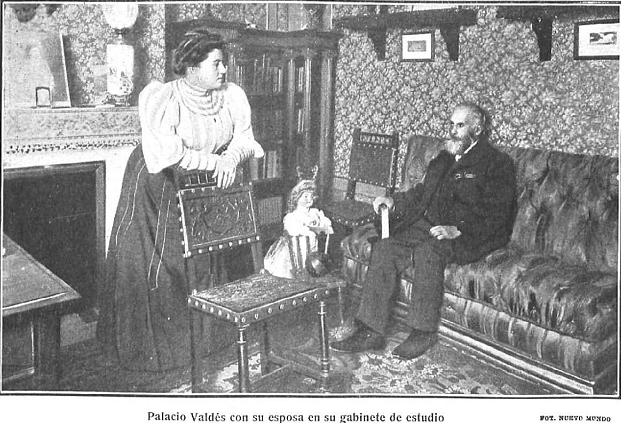
Armando Palacio Valdés se svojí manželkou (cca 1906)

- Armando Palacio Valdés se svojí manželkou (cca 1906)José. V Praze: J. Otto, 1904. 204 S. (Překlad: Antonín Pikhart)
- Idyla nemocného. V Praze: Tiskem a nákladem J. Otty, 1898. 221 S.
- Povídka o dětech. V Praze: F. Šimáček, 1896. 62 S. (Překlad: A. Pikhart)
- Marta a María. V Praze: Tiskem a nákladem J. Otty, 1891. 404 S.